# Brigitte Olivier
Pour les articles homonymes, voir Olivier (homonymie).
Brigitte Olivier, née à Bondamba au Congo le 22 janvier 1980 née d'un père Belge et d'une mère Congolaise. Brigitte Olivier est une judokate belge qui a brillé dans la catégorie des lourdes de 1993 à 2003. Avant de représenter les couleurs de la Belgique dans le judo, elle a été plusieurs fois championne de Belgique en athlétisme ; en lancer du poids et en lancer du disque. Elle fait ses débuts au judo en 1989. Elle est championne de Belgique pour la première fois en 1993. Elle est championne d'Europe Junior en 1997 et médaillée de bronze en 1996. Elle gagne également les jeux de la Francophonie en 1997. En catégorie sénior,elle remporte deux médailles(une bronze et une argent)  aux Championnats d'Europe de judo en 1997 et en 1999.Elle est médaillée de bronze au championnat du monde par équipe.Elle participe aux JO de 2000 en Australie.
Elle met un terme à sa carrière en 2003 après 10 ans au plus haut sommet.

## Championnat de Belgique
| Catégorie    | Catégorie | 1997 | 1998 | 1999 | 2000 | 2001 | 2002 | 2003 |
| ------------ | --------- | ---- | ---- | ---- | ---- | ---- | ---- | ---- |
| poids lourds | -72 kg    | 3e   |      |      |      |      |      |      |
| poids lourds | -78 kg    |      | 1er  | -    | -    | 2e   | 2e   | 1er  |